# Großsteingrab Königsborn
Das Großsteingrab Königsborn war eine megalithische jungsteinzeitliche Grabanlage bei Königsborn, einem Ortsteil von Biederitz im Landkreis Jerichower Land, Sachsen-Anhalt. Das Grab wurde im späten 18. Jahrhundert zerstört.

## Lage
Das Grab befand sich außerhalb von Königsborn an der Straße nach Nedlitz.

## Forschungsgeschichte
Erstmals dokumentiert wurde die Anlage von Joachim Gottwalt Abel, der zwischen 1755 und 1806 Pastor in Möckern war. Dieser hinterließ hierüber nur handschriftliche Aufzeichnungen, die 1928 durch Ernst Herms publiziert wurden. Nach Abels Bericht wurde das Grab 1785 durch einen Gutsbesitzer restlos abgetragen.

## Beschreibung
Da Abel das Grab nicht mehr selbst in Augenschein nehmen konnte, blieb seine Beschreibung vage. Offenbar hatte es vor seiner Abtragung noch aus zahlreichen Steinen von enormer Größe bestanden. Form und Grabtyp lassen sich aus diesen Angaben aber nicht mehr erschließen.